# مناخ الشبكة
مناخ الشبكة، مناخ حدث عام (يوم الإثنين 8 ذي الحجة 933 هـ  - 8 اكتوبر 1526م) بين قبيلة عنزة بقيادة حاضر بن مجلاد ضد قبيلة الظفير بقيادة عقاب بن فهد السويط وحُلفاؤهم قبيلة حرب بقيادة سالم الفرم، إنتهى المناخ بإنتصار قبيلة عنزة وإلحاق الهزيمة في الظفير وأتباعها من قبيلة حرب، إستمر المناخ مدة أيام وغنم عَنَزة منهم غنائم كثيرة.

## المعركة
يقول المؤرخ عبدالله بن محمد البسام في كتابه
(تُحفة المشتاق في أخبار نجد والحجاز والعراق)
ثم دخلت سنة 933هـ (أولها يوم الإثنين 8 أكتوبر 1526م)
.مناخ عنزة والظفير على الشبكة (الحائر):
في هذه السنة حشدت قبائل عنزة وتناوخوا هم والظفير على الشبكة (الحائر)، ومع الظفير وقبيلة حرب بقيادة سالم الفرم وراجح بن مضيان، وأقاموا في مناخهم مدة أيام يغادون القتال ويراوحونه طرادًا على الخيل، ثم أنهم مشى بعضهم على بعض واقتتلوا قتالاً شديدًا.
وصارت الدائرة على الظفير وأتباعهم من قبيلة حرب وغنم منهم عنزة غنائم كثيرة، وقُتل من الفريقين عدة رجال، منهم من مشاهير الظفير: عقاب بن فهد السويط، وزهمول بن حلّاف، ومن مشاهير عنزة: حاضر بن مجلاد، وراجح الدبداب.

## أنظر أيضاً
قبيلة عنزة
قبيلة الظفير
قبيلة حرب
الحائر
نجد